# Albany (Missouri)
Albany – miasto w Stanach Zjednoczonych, w stanie Missouri, siedziba administracyjna hrabstwa Gentry.
Liczba mieszkańców w 2010 roku wynosiła 1 730.